# Franz Joseph Schneider

Franz Joseph Schneider

Franz Joseph Schneider (* 3. März 1912 in Aschaffenburg; † 13. März 1984 in Bergen-Enkheim bei Frankfurt am Main) war deutscher Schriftsteller, Journalist, Werbefachmann, Mitglied der Gruppe 47 und Erfinder des Stadtschreiberpreises.
Schneider war engagiert die Literatur in Deutschland nach 1945 zu fördern. Durch seine Verbindungen zur US-amerikanischen Werbeindustrie stiftete er den Preis der Gruppe 47. In den 1970er-Jahren rief er den Literaturpreis des Stadtschreibers von Bergen ins Leben.

## Leben
Franz Joseph Schneider wurde am 3. März 1912 in Aschaffenburg als jüngstes von vier Kindern einer Bauernmagd geboren. Von seiner Mutter wurde er streng katholisch aufgezogen. 1934 ging er nach Abschluss des humanistischen Gymnasiums nach Frankfurt am Main. Er wollte Schriftsteller werden. Im selben Jahr veröffentlichte er seine erste Geschichte unter dem Titel „Feierabend“ im Feuilleton der Frankfurter Zeitung, ermöglicht durch Heinrich Simon und Rudolf Geck. Durch Peter Suhrkamp veröffentlichte er weitere Texte in der Neuen Rundschau.
In dieser Zeit nahm er seine erste Anstellung bei McCann, einem US-amerikanischen Werbekonzern, an. Marcel Reich-Ranicki beschreibt diese Zeit wie folgt:

„Er wußte genau, was er wollte – nämlich ein Dichter werden. Die Redakteure fanden Gefallen an dem etwas rabiaten jungen Mann mit viel Temperament und Phantasie und auch noch Humor. Schneiders Erzählungen erblickten das Licht der Welt in den besten Publikationsorganen: in der 'Frankfurter Zeitung' in der 'Neuen Rundschau', später auch in der 'Gegenwart'. Das brachte ihm viel Ansehen und wenig Geld; so arbeitete er als Korrektor und Werbetexter.“

Annemarie und Franz Joseph Schneider

Er heiratete die Tochter eines evangelischen Pfarrers.
Kurz darauf zog er in den Krieg und wurde als Infanterist und Kriegsberichterstatter eingesetzt. Er war u. a. in Jassy und Galatz in Rumänien stationiert. In der Erzählung Die Mandel reift in Broschers Garten ist Rumänien Ort des Geschehens. Es wird dargestellt, wie die deutschen Soldaten in das Alltagsgeschehen des besetzten Landes eingebunden waren und markiert den Beginn des russischen Großangriffs auf Rumänien, der Operation Jassy-Kischinew. Als Kriegsberichterstatter schrieb er für zentrale Organe der Nazis und erlebte nicht selten, wie seine Berichte von der Front zensiert wurden.
Nach seiner Rückkehr aus englischer Kriegsgefangenschaft machte er sich trotz Verletzung rasch wieder ans Werk und baute ab Dezember 1945 die Frankfurter Redaktion der Neuen Zeitung (NZ) auf. 1947 erschien Schneiders Erzählband Kind unserer Zeit; seine Geschichten wurden in vielen Anthologien der späten vierziger Jahre veröffentlicht. 

Schneiders Wohnhaus

Nachdem sich die Redaktion der NZ nach Bonn verlagerte, ging er wieder in den Werbekonzern. Als Familienvater von sechs Kindern entschied er sich für diesen Geld einbringenden Beruf des Werbefachmanns und baute sich bis 1956 ein Wohnhaus in Bergen-Enkheim.
Gert Lobin schreibt in einem Porträt von 1977: „Sein Haus ist eine 'casa aperta', und hier gehen die Schriftsteller ein und aus.“
Seine Bekanntheit als Literaturförderer gründet auf zwei Säulen: Zum einen war er für die Stiftung des Preises der Gruppe 47 verantwortlich und zum anderen gilt er als der Erfinder des Stadtschreiberpreises. In der Gruppe 47 trat er anfangs als Schriftsteller auf, aber im Laufe der Zeit verlagerte sich seine Tätigkeit immer mehr auf die Organisation der Gruppe. Von 1949 bis 1962 war er ständiges Mitglied der Gruppe. Die Idee des Stadtschreibers kam ihm auf der Trauerfeier von Günter Eich, der verarmt starb. Schneider wollte es talentierten Schriftstellern ermöglichen, ein Jahr lang sorgenfrei leben und arbeiten zu können. Außerdem sollte der Preis das kulturelle Leben in Bergen-Enkheim bereichern und die Literatur unter das Volk bringen.
Franz Joseph Schneider starb 1984 im Alter von 72 Jahren in Bergen-Enkheim.

„[Er] wollte von höflichen Umschreibungen nichts wissen, und große Worte hat er verabscheut. Er liebte das Deutliche und Direkte und zuweilen auch das Derbe und Drastische. Und so wollen wir ohne Umschweife sagen: Seine literarische Begabung war bescheiden. Aber Franz Joseph Schneider hat für die Literatur mehr getan als die meisten Schriftsteller deutscher Sprache. (Reich-Ranicki, 1984)“

## Werk

### Journalistisches
In der Neuen Zeitung wurden von Franz Joseph Schneider, vor allem in den späten 1940er-Jahren, häufig Artikel veröffentlicht. Im November 1946 beispielsweise zieht der Autor, eineinhalb Jahre nach Kriegsende, eine Bilanz über das Wiederaufbauprogramm der Goethestadt Frankfurt am Main. Trotz der zahlreichen Augenblicksnöte lobt er das Frankfurter Verantwortungsbewusstsein für Kultur und Geistiges. Schneider publizierte weiterhin viele Kritiken zu Filmen, Kunstausstellungen und vor allem für das Theater. Dieser Kulturinstitution maß er viel Bedeutung bei. So schrieb er am 11. November 1946 in der Neuen Zeitung: 

„Wenn wir die große Bedeutung bedenken, die gerade heute dem Theater als einem bildenden und meinungsbildenden Faktor zukommt, dann muß von ihm mehr verlangt werden als „gute“ Stücke „gut“ gemacht: zeitnahes Theater brauchen wir, ein Ziele weisendes und um Ziele ringendes Theater, das dem Volk hilft, sein so beträchtlich aus dem Lot geratenes Weltbild zurechtzurücken, und ihm wieder das Gefühl verschafft, ein geistiges Wesen zu sein inmitten einer Welt und nicht eine marschierende Einheit in einem Operationsgebiet.“

### Literarisches
Franz Joseph Schneiders Erzählband Kind unsrer Zeit erschien im Gründungsjahr der Gruppe 47 und beinhaltet sechs Kurzgeschichten, welche allesamt das Ende des Zweiten Weltkrieges oder die unmittelbare Nachkriegszeit in Europa thematisieren.
Gleich die Titel gebende der Deutschen Stories, wie der Untertitel die Kurzprosa bezeichnet, charakterisiert die so genannten Kinder dieser Zeit. Sie sind, so der Erzähler, planlos, ziellos, ohne Anspruch auf Glück. Die meisten Protagonisten sind Deutsche, ehemalige Wehrmachtssoldaten, die sich nun im zerstörten und besetzten Deutschland zurechtfinden wollen. Die Nöte der Menschen – Hunger, Kälte, Einsamkeit – stehen dabei im Vordergrund, sie erschweren den Figuren die Suche nach ihren Familien und dem lang ersehnten Frieden.
Es sind leidvolle Schicksale, die den Leser erwarten. In Die Ziege hat ein weisses Fell wartet Stocker, ehemaliger Wehrmachtssoldat und Kriegsgefangener, auf einem Bahnhof in klirrender Kälte auf einen Zug, der ihn und die anderen Wartenden zu ihrem nächsten Ziel bringen soll. Er trifft einen Mann, welcher seine Familie im Krieg verlor und dem nichts anderes blieb, als eine weiße Ziege. Stocker verhilft ihm nicht zu einem warmen Platz in dem endlich einfahrenden Zug, obwohl er die Möglichkeit hat. Der Mann wird vom Heizer auf dem Kohlenwagen mitgenommen und stürzt sich während der Fahrt in die offene Ofentür. Als Stocker davon erfährt, verlässt er seinen Platz in einem der besseren Waggons und begibt sich, mit den Worten „Ich möchte gern ein bisschen frieren“, ans Ende des Zuges.
Trostlos sind die Geschichten trotz allem nicht. In Der Krieg ist aus flieht der Kriegsgefangene Lehnert am Vorweihnachtsabend aus seinem Lager in der amerikanischen Besatzungszone des besetzten Deutschlands. Er trifft auf hilfsbereite Menschen in einem Lokal, dass er ohne einen Pfennig in der Tasche betritt, einfach, weil er es vor Hunger und Erschöpfung nicht bis in sein Heimatdorf geschafft hat. Ein Gast schenkt ihm eine Zigarette und eine Mahlzeit mit Stampfkartoffeln. Danach wird Lehnert sogar von zwei amerikanischen Negersoldaten, im übrigen famose Kerle, in ihrem Truck bis vor seine Haustür mitgenommen. Völlig betrunken vom spendierten Schnaps, wird er von seiner Frau empfangen und glücklich in die Arme geschlossen.

Es sind Kurzgeschichten nach amerikanischem Vorbild. Schneider erzählt, den Anfängen und Vorstellungen der frühen Gruppe 47 entsprechend, konventionell realistisch. Ohne sprachlichen Schmuck oder uneindeutigen Analogien ist die Erzählhaltung und gibt klare und unprätentiöse Einblicke in den oft entmutigenden Alltag der Überlebenden. In der Titel gebenden Geschichte der Deutschen Stories beschreibt der Ich-Erzähler seine Situation so: 

„Ich fühlte mich plötzlich sehr elend. Ich ließ mich auf das Bett fallen, Kopf in die Kissen, und fühlte den heftigen Drang in mir, weinen zu können […] Dann war ich eine Weile ganz leer von Gedanken und dachte dann […] daß dies alles sehr schwer sei, dies alles: das Alleinsein, die Arbeit auf der Strecke, das ganze Leben überhaupt, daß es sehr schwer sei und kaum zu ertragen, und daß es ganz aussichtslos sei, […] auf etwas Angenehmes zu hoffen.“

Auch in der sehr kurzen Erzählung Die Mandel reift in Broschers Garten, welche bereits 1946 entstand, doch erstmals 1967 in der Friedenauer Presse (in der auch andere Autoren der Gruppe 47 publizierten) veröffentlicht wurde, thematisiert Schneider den Krieg und seine Brüche. Stefan ist Soldat und in Rumänien stationiert, als er vom Ende des Krieges erfährt und nun seine Gastfamilie Broscher, in deren Garten ein großer Mandelbaum steht, verlassen muss. Er ist aber in Fotinja, Broschers Tochter, verliebt und begehrt sie ganz unverblümt – vor allem körperlich: Fotinja, sanftes weißhäutiges Wesen, dachte er – nur noch dies, bevor der Krieg uns alle frißt….
Als der rumänische König im Radio spricht und das Ende des Krieges verkündet, packt Stefan traurig seine Sachen. Nicht, dass er das Ende des Krieges nicht herbeigesehnt hat; aber es bedeutet für ihn zwangsläufig die Trennung von der jungen Frau. Doch bevor er zu seiner Kompanie zurückkehrt, entschließt er sich – trotz aller Gefahren – umzukehren und Fotinja (die vom Fenster aus winkt) heimlich in ihrem Zimmer aufzusuchen.
Die Literatur beinhaltete für Schneider immer auch ein aufklärendes Moment. Wie viele Autoren, die der Gruppe 47 nahestanden, war auch er der Meinung, dass Literatur die Möglichkeit und die Aufgabe hat, solch grausamen Ereignissen wie dem Krieg und der Gewalt entgegenzuwirken. Seine Erzählungen sind ganz eng mit ihrer Entstehungszeit und den damaligen Erfahrungen verknüpft. Alle Protagonisten Schneiders sind geläuterte Kriegsveteranen, nicht einer kann dem Kampf mehr etwas abgewinnen, sie sehen nur noch Opfer und Leid – auf allen Seiten. Lehnert, Stocker, Stefan, wie auch immer sie heißen, sie sind voller Ablehnung, Empörung gegen alles Kriegerische. Aus den grauenvollen Ereignissen haben sie Lehren gezogen und wollen sich nun nicht mehr davon abbringen lassen, ihr Glück zu suchen – auch wenn sie glauben, keinen Anspruch darauf zu haben.
Ursula Seyffarth schrieb in der Literarischen Monatsschrift Welt und Wort im Mai 1948 zu Kind unsrer Zeit: 

„Die Atmosphäre jener Tage, diese lähmende Grabesstille und das unauffällig schleichende Elend, niederdrückender als alles große Unglück, ist vollkommen eingefangen in den Momentaufnahmen dieser Stories, in deren nihilistischer Leere stellenweise [...] ein Hauch von Hoffnung zu spüren ist, langsam, langsam die lähmende müde Starre zu überwinden. - Ein wesenhaftes Zeitdokument.“

## Siehe auch

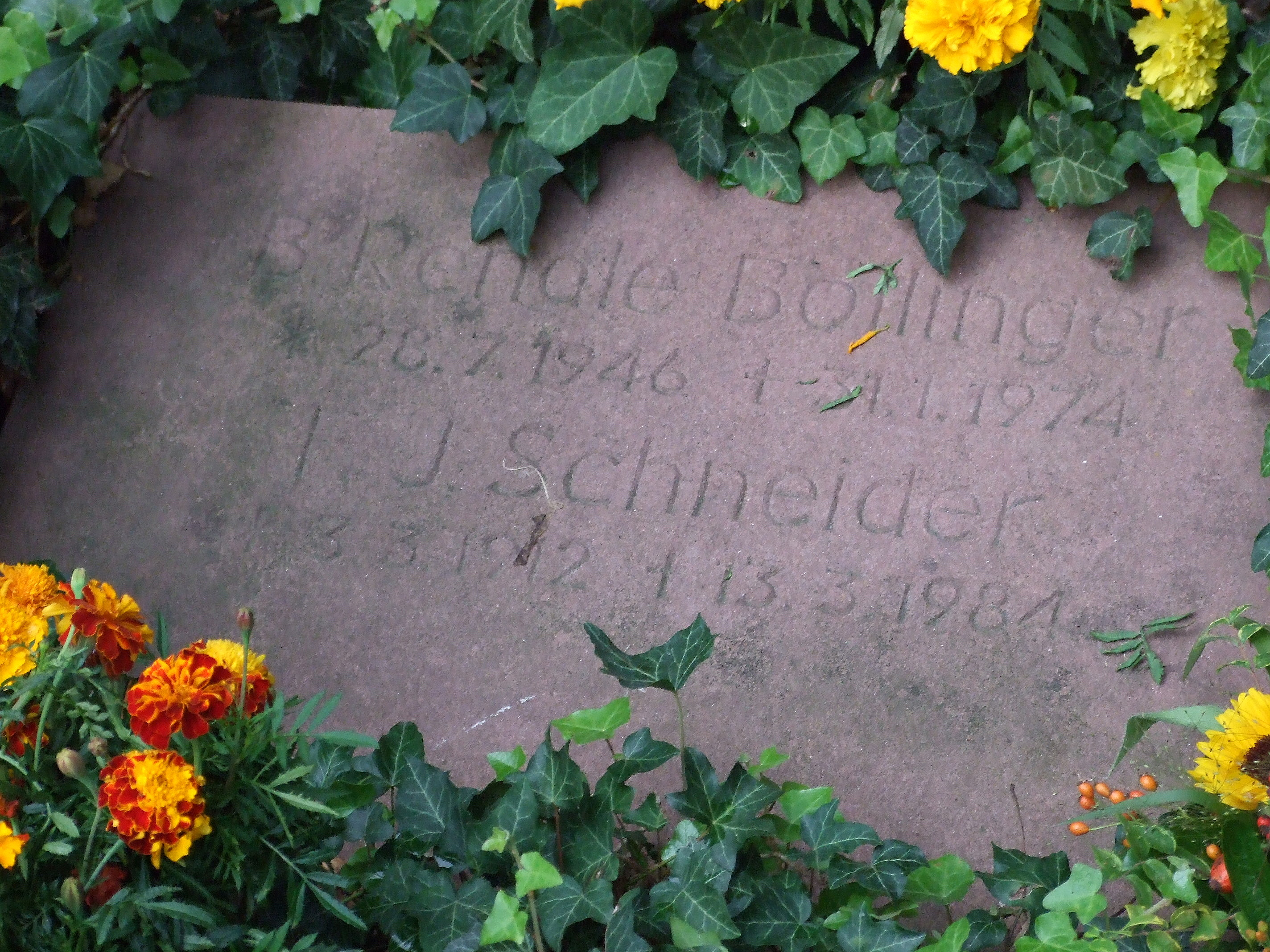
Grabstein

## Veröffentlichungen
- Kind unsrer Zeit. Deutsche Stories. Walter Rau, Dietmannsried/Allgäu, Heidelberg 1947.
- Die Mandel reift in Broschers Garten. Eine Erzählung. Friedenauer Presse, Berlin-Friedenau 1967.

## Weitere Publikationen
- Die Pioniere kommen. Kurzgeschichte. Erschienen in: Deutsche Allgemeine Zeitung, 82. Jahrgang, Berlin, 1. März 1943, S. 3.
- Morgen hat die Angst ein Ende. Eine Erzählung. Erschienen in: HEUTE, Zeitschrift, Nummer 98, München, 23. November 1949, S. 27ff.
- Es kam der Tag. Erschienen in: Wolfgang Weyrauch (Hg.): Tausend Gramm. Ein deutsches Bekenntnis in dreißig Geschichten aus dem Jahr 1949. Reinbek: Rowohlt 1949, S. 152ff.
- Die Ziege hat ein weisses Fell. Kurzgeschichte. Erschienen in: Richter, Toni (Hrsg.): Die Gruppe 47 in Bildern und Texten. Kiepenheuer und Witsch, Köln 1997. S. 44ff.
- Die Ziege hat ein weisses Fell. veröffentlicht auf www.kulturpass.net (Kultur online / Stadtschreiber), Verein Kultur für ALLE, Frankfurt am Main 2009